# Lycaena stigmatica
Lycaena stigmatica är en fjärilsart som beskrevs av Stetter-stättermayer 1937. Lycaena stigmatica ingår i släktet Lycaena och familjen juvelvingar. Inga underarter finns listade i Catalogue of Life.